# Phôi nang
Phôi nang là một cấu trúc được hình thành trong sự phát triển sớm của động vật có vú, chứa khối tế bào bên trong (inner cell mass, ICM) sau đó tạo thành phôi thai. Lớp ngoài của phôi bào bao gồm các tế bào gọi chung là nguyên bào nuôi (trophoblast). Lớp này bao quanh khối tế bào bên trong và một khoang chứa đầy chất lỏng được gọi là khoang phôi nang (blastocoele). Cái tên phôi nang ("blastocyst") phát sinh từ tiếng Hy Lạp βλαστός blastos ("mầm") và κύστις kystis ("bàng quang, vỏ"). Ở các động vật ngoài lớp thú, cấu trúc này mang tên là túi phôi (blastula).
Ở người, sự hình thành phôi nang bắt đầu khoảng 5 ngày sau khi thụ tinh, khi một khoang chứa chất lỏng (khoang phôi nang) xuất hiện. Phôi nang có đường kính khoảng 0,1-0,2 mm và chứa 200-300 tế bào sau khi phân bào. Khoảng 1 ngày sau khi phôi nang hình thành (5-7 ngày sau thụ tinh), phôi nang di chuyển đến tử cung, làm tổ ở thành tử cung và phát triển. Các phôi nang chui hoàn toàn trong nội mạc tử cung chỉ 11-12 ngày sau khi thụ tinh.
Việc sử dụng phôi nang trong thụ tinh trong ống nghiệm (IVF) liên quan đến việc nuôi cấy trứng đã thụ tinh trong năm ngày trước khi làm tổ ở tử cung. Đây có thể là phương pháp điều trị sinh sản hiệu quả hơn so với IVF truyền thống. Khối tế bào bên trong của phôi nang là nguồn gốc của tế bào gốc phôi.

## Chu kỳ phát triển
Trong phôi người, khoảng 5-7 ngày sau khi thụ tinh, các tế bào của phôi dâu bắt đầu trải qua biệt hóa tế bào, và biến đổi phôi dâu thành phôi nang. Trong tử cung, màng trong suốt  (zona pellucida) bao quanh phôi nang bị phá vỡ, cho phép nó làm tổ ở tử cung khoảng 7  ngày sau khi thụ tinh. Làm tổ đánh dấu sự kết thúc của giai đoạn mầm của quá trình tạo phôi.

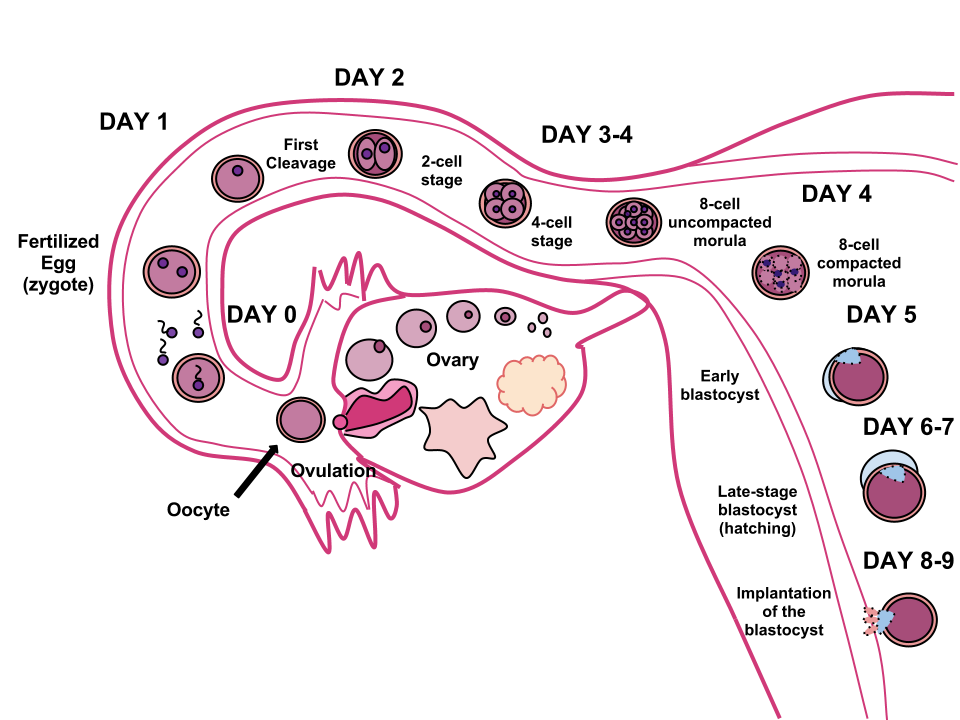
Sự phát triển sớm của phôi từ sự rụng trứng thông qua việc cấy ghép ở người. Giai đoạn phôi nang xảy ra từ 5 đến 9 ngày thụ thai.